# Sopiko Khoukhachvili
Sopiko Khoukhachvili (en géorgien : სოფიკო ხუხაშვილი) est une joueuse d'échecs géorgienne née le 4 janvier 1985. Maître international (titre mixte) depuis 2005, elle a remporté le championnat de Géorgie féminin en 2007.
Au 1er juin 2017, elle est la onzième joueuse géorgienne avec un classement Elo de 2 339 points.

## Compétitions de jeunes
Sopiko Khoukhachvili a remporté le championnat du monde des filles de moins de 16 ans à deux reprises (en 1999 et 2000). En 2005, elle partage avec Maka Pourteladzé la première place du championnat de Géorgie d'échecs junior dans la catégorie des filles de moins de 20 ans.

## Compétitions par équipe
Elle a représenté la Géorgie lors de deux olympiades, remportant la médaille d'or par équipe en 2008 (elle était remplaçante) et la médaille de bronze par équipe en 2010 (elle jouait au quatrième échiquier de la Géorgie). 
Elle a également remporté deux médailles d'argent lors du championnat d'Europe par équipe féminine de 2009 où elle jouait au troisième échiquier.
Elle participa au championnat du monde d'échecs par équipe féminine à deux reprises : en 3007 et 2009, et l'équipe de Géorgie finit à chaque fois quatrième.

## Championnats du monde féminins
Sopiko Khoukhachvili a participé à deux championnats du monde féminins.
- En 2010, elle fut éliminée au deuxième tour par Alexandra Kosteniouk.
- En 2012, elle perdit au premier tour face à l'Arménienne Elina Danielian.